# Parti écologiste (fransk parti)
Det økologiske Parti, (fransk: Parti écologiste) (PE eller PÉ), også kendt som Écologistes ! er et fransk parti, der blev stiftet som en bevægelse af François de Rugy og Jean-Vincent Placé i 2015, og som blev omdannet til et parti i 2016.
Barbara Pompili er et fremtrædende medlem af partiet.